# 권역응급의료센터
권역응급의료센터는 중증응급환자 중심의 진료, 대형 재해 등의 발생 시 응급의료 지원, 특정 지역 내의 다른 의료기관에서 이송되는 중증응급의료환자의 수용, 그 밖에 보건복지부 장관이 지정하는 권역 내의 응급의료 업무를 수행하게 하기 위하여 권역별로 지정된 상급종합병원, 또는 300병상 이상의 병원이다.

## 권역응급의료센터
권역응급의료센터(Regional Emergency Medical Center)는 29개 권역, 39개소가 지정되어 있다.
진한 글씨로 강조된 병원은 닥터헬기가 배치된 병원이다.
| 권역명   | 관할권역 | 지정병원                                                    |
| -------- | --- | ----------------------------------------------------------- |
| 중앙     | 대한민국 전역 | 국립중앙의료원                                              |
| 서울서북 | 서울특별시 종로구, 중구, 용산구, 은평구, 마포구, 서대문구                                                                           | 서울대학교병원                                              |
| 서울동북 | 서울특별시 노원구, 동대문구, 중랑구, 성북구, 강북구, 도봉구, 경기도 남양주시                                                        | 고려대학교 안암병원 서울특별시 서울의료원                   |
| 서울서남 | 서울특별시 양천구, 강서구, 구로구, 금천구, 영등포구, 동작구, 관악구, 경기도 광명시                                                  | 고려대학교 구로병원 이화여자대학교 목동병원                 |
| 서울동남 | 서울특별시 송파구, 성동구, 광진구, 서초구, 강남구, 강동구, 경기도 구리시, 하남시, 양평군                                            | 한양대학교의료원강동경희대학교 병원                         |
| 인천     | 인천광역시 중구, 동구, 남구, 연수구, 남동구, 부평구, 계양구, 서구, 옹진군, 경기도 부천시, 시흥시                                    | 가천대학교 길병원 순천향대학교 부속 부천병원 인하대학교병원 |
| 경기서북 | 경기도 고양시, 김포시, 파주시, 인천광역시 강화군                                                                                    | 명지병원                                                    |
| 경기동북 | 경기도 의정부시, 동두천시, 양주시, 포천시, 연천군, 강원도 철원군                                                                    | 가톨릭대학교 의정부성모병원                                 |
| 경기서남 | 경기도 수원시, 안산시, 오산시, 화성시, 안양시, 과천시, 군포시, 의왕시                                                               | 아주대학교병원 한림대학교 성심병원                          |
| 경기동남 | 경기도 성남시, 광주시, 용인시, 이천시                                                                                               | 분당서울대학교병원 분당차병원                               |
| 강원영동 | 강원특별자치도 강릉시, 고성군, 동해시, 삼척시, 속초시, 양양군, 정선군, 태백시, 평창군                                               | 강릉아산병원                                                |
| 강원춘천 | 강원특별자치도 춘천시, 양구군, 인제군, 홍천군, 화천군, 경기도 가평군                                                                | 한림대학교 춘천성심병원                                     |
| 원주충주 | 강원특별자치도 원주시, 영월군, 횡성군, 경기도 여주시, 충청북도 충주시, 단양군, 제천시                                               | 연세대학교 원주세브란스기독병원                             |
| 대전     | 대전광역시, 세종특별자치시, 충청남도 계룡시, 공주시, 금산군, 논산시, 부여군, 청양군, 충청북도 영동군, 옥천군, 전북특별자치도 무주군 | 충남대학교병원 건양대학교병원                               |
| 충북청주 | 충청북도 청주시, 괴산시, 보은군, 음성군, 증평군, 진천군                                                                             | 충북대학교병원                                              |
| 충남천안 | 충청남도 천안시, 당진시, 서산시, 아산시, 예산군, 태안군, 홍성군, 경기도 평택시, 안성시                                              | 단국대학교병원 순천향대학교 부속 천안병원                   |
| 광주     | 광주광역시, 전라남도 강진군, 곡성군, 나주시, 담양군, 보성군, 영광군, 장성군, 장흥군, 함평군, 화순군, 전라북도 고창군, 순창군        | 전남대학교병원 조선대학교병원                               |
| 전북익산 | 전북특별자치도 익산시, 군산시, 충청남도 서천군, 보령시                                                                              | 원광대학교병원                                              |
| 전북전주 | 전북특별자치도 전주시, 김제시, 남원시, 부안군, 완주군, 임실군, 장수군, 정읍시, 진안군                                               | 전북대학교병원(조건부)                                      |
| 전남목포 | 전라남도 목포시, 무안군, 신안군, 영암군, 완도군, 진도군, 해남군                                                                     | 목포한국병원                                                |
| 전남순천 | 전라남도 순천시, 고흥군, 광양시, 구례군, 여수시                                                                                     | 순천성가롤로병원                                            |
| 제주     | 제주특별자치도 | 제주한라병원                                                |
| 부산     | 부산광역시, 경상남도 김해시, 양산시, 밀양시, 거제시                                                                                 | 동아대학교병원 양산부산대학교병원                           |
| 대구     | 대구광역시, 경상북도 경산시, 고령군, 성주군, 영천시, 청도군, 경상남도 거창군, 합천군                                                | 경북대학교병원 영남대학교 의료원                            |
| 울산     | 울산광역시 | 울산대학교병원                                              |
| 경북안동 | 경상북도 안동시, 문경시, 봉화군, 영양군, 영주시, 예천군, 의성군, 청송군                                                             | 안동병원                                                    |
| 경북구미 | 경상북도 구미시, 김천시, 칠곡군, 상주시                                                                                             | 구미차병원                                                  |
| 경북포항 | 경상북도 포항시, 경주시, 영덕군, 울진군, 울릉군                                                                                     | 포항성모병원                                                |
| 경남창원 | 경상남도 창원시, 의령군, 창녕군, 함안군                                                                                             | 삼성창원병원                                                |
| 경남진주 | 경상남도 진주시, 고성군, 남해군, 사천시, 산청군, 통영시, 하동군, 함양군                                                             | 경상국립대학교병원                                          |

## 권역외상센터
권역외상센터 (Regional Trauma Center) 또는 중증외상센터(Severe Trauma Center)는 권역 내에서 발생하는 외상환자의 응급의료를 담당하기 위하여 중앙응급의료센터나 권역응급의료센터, 전문응급의료센터 및 지역응급의료센터 중에서 지정된다. 권역외상센터는 시도별로 1개소를 지정하는 것이 원칙이나, 추가로 지정할 수 있다.
지정된 권역외상센터는 다음과 같다.
| 권역명   | 관할구역                   | 지정병원                        | 비고                     |
| -------- | -------------------------- | ------------------------------- | ------------------------ |
| 서울     | 서울특별시                 | 국립중앙의료원                  | 중앙응급의료센터         |
| 경기북부 | 경기북부                   | 가톨릭대학교 의정부성모병원     | 경기동북권역응급의료센터 |
| 경기남부 | 경기남부                   | 아주대학교병원                  | 경기서남권역응급의료센터 |
| 인천     | 인천광역시                 | 가천대학교 길병원               | 인천권역응급의료센터     |
| 충남     | 충청남도                   | 단국대학교병원                  | 충남천안권역응급의료센터 |
| 충북     | 충청북도                   | 충북대학교병원                  | 충북청주권역응급의료센터 |
| 대전     | 대전광역시, 세종특별자치시 | 대전을지대학교병원              | 대전지역응급의료센터     |
| 전북     | 전북특별자치도             | 원광대학교병원                  | 전북익산권역응급의료센터 |
| 전남     | 전라남도                   | 목포한국병원                    | 전남목포권역응급의료센터 |
| 광주     | 광주광역시                 | 전남대학교병원                  | 광주권역응급의료센터     |
| 강원     | 강원특별자치도             | 연세대학교 원주세브란스기독병원 | 원주충주권역응급의료센터 |
| 경북     | 경상북도                   | 안동병원                        | 경북안동권역응급의료센터 |
| 경남     | 경상남도                   | 경상국립대학교병원              | 경남진주권역응급의료센터 |
| 대구     | 대구광역시                 | 경북대학교병원                  | 대구권역응급의료센터     |
| 울산     | 울산광역시                 | 울산대학교병원                  | 울산권역응급의료센터     |
| 부산     | 부산광역시                 | 부산대학교병원                  | 부산권역응급의료센터     |
| 제주     | 제주특별자치도             | 제주한라병원                    | 제주권역응급의료센터     |

## 같이 보기
- 응급의학
- 중앙응급의료센터